# Vägen till NHL Winter Classic
Vägen till NHL Winter Classic är en dokumentär-TV-serie om NHL Winter Classic.